# Deutsche Meisterschaften 1925
Als Deutsche Meisterschaft(en) 1925 oder DM 1925 bezeichnet man folgende Deutsche Meisterschaften, die im Jahr 1925 stattgefunden haben:
- Deutsche Eishockey-Meisterschaft 1925
- Deutsche Fechtmeisterschaften 1925
- Deutsche Leichtathletik-Meisterschaften 1925
- Deutsche Ringermeisterschaften 1925
- Deutsche Rodelmeisterschaften 1925
- Deutsche Schwimmmeisterschaften 1925
- Deutsches Meisterschaftsrudern 1925